# الکساندر لاس
الکساندر لاس (انگلیسی: Alexander Laas؛ زادهٔ ۵ مهٔ ۱۹۸۴) بازیکن فوتبال اهل آلمان است.
از باشگاه‌هایی که در آن بازی کرده‌است می‌توان به باشگاه فوتبال هامبورگ، باشگاه فوتبال آرمینیا بیله‌فلد، باشگاه فوتبال لایپزیگ، باشگاه فوتبال وولفسبورگ، و نیندورفر (باشگاه فوتبال) اشاره کرد.